# Catenicella constans
Catenicella constans är en mossdjursart som först beskrevs av Powell 1967.  Catenicella constans ingår i släktet Catenicella och familjen Catenicellidae. Inga underarter finns listade i Catalogue of Life.